# 貝里斯駐華大使館
貝里斯駐華大使館（英語：Embassy of Belize in the Republic of China），又稱貝里斯大使館（Embassy of Belize），是貝里斯設置在中華民國臺北市的大使館，位於天母西路62巷9號11樓。兩國自1989年10月建立外交關係。1992年9月設立大使館，1993年關閉，1999年8月復館。